# Teodor Matuščák
Teodor Matuščák, též Theodor Matuščák (15. června 1872 Prešov – 19. června 1942 Krompachy (???)), byl slovenský a československý politik a meziválečný senátor Národního shromáždění za Československou sociálně demokratickou stranu dělnickou, později za KSČ.

## Biografie
Pracoval jako dělník, později jako železniční zřízenec v Prešově. Profesí byl v roce 1920 železničářem v Prešově. V roce 1920 byl aktivním stoupencem levicového křídla sociální demokracie. Účastnil se sjezdu v Lubochni.
V parlamentních volbách v roce 1920 získal za sociální demokraty senátorské křeslo v Národním shromáždění. Později přešel do nově vzniklé KSČ. V senátu setrval do roku 1925. Krátce před koncem svého mandátu vystoupil z klubu KSČ a byl nezařazeným senátorem.
V únoru 1926 nastoupil do vězení v Košicích, aby si odpykal pětiměsíční trest. Od roku 1930 žil na penzi v Krompachách. Zde byl od roku 1931 náměstkem starosty. V roce 1932 po demonstracích nezaměstnaných ho policie vykázala z Krompach. Měl zemřít 19. června 1942 v Krompachách, ale portál presov.sk tento údaj uvádí jako neoficiální informaci.